# Bosistoa pentacocca
Bosistoa pentacocca là một loài thực vật có hoa trong họ Cửu lý hương. Loài này được (F.Muell.) Baill. mô tả khoa học đầu tiên năm 1873.